# Montagne (Trento)
Montagne és un antic municipi italià, dins de la província de Trento. L'any 2007 tenia 264 habitants. Limitava amb els municipis de Bocenago, Darè, Pelugo, Preore, Ragoli, Spiazzo, Stenico, Vigo Rendena i Villa Rendena.
L'1 de gener 2016 es va fusionar amb els municipis de Preore i Ragoli creant així el nou municipi de Tre Ville, del qual actualment és una frazione.

## Administració
| Període | Identitat    | Partit        |
| ------- | ------------ | ------------- |
| 2005-   | Bruno Simoni | Llista cívica |